# Canton de Vanves
Le canton de Vanves est une ancienne division administrative française située dans le département des Hauts-de-Seine et la région Île-de-France.

## Géographie
C'était un canton frontalier de la ville de Paris, à côté de l'actuel XVème arrondissement de Paris.

## Histoire
Conseillers généraux des anciens cantons de Vanves :
Canton créé par la loi du 14 avril 1893 ,.
| Période | Période          | Identité                             | Étiquette    | Qualité |
| ------- | ---------------- | ------------------------------------ | ------------ | --- |
| 1893    | 1898 (démission) | Auguste Gervais                      | Rad.         | Journaliste Député (1898-1909) Sénateur (1909-1917) Maire d'Issy-les-Moulineaux (1903-1908) Président du Conseil Général (1896-1897) Mort pour la France |
| 1898    | 1900             | Eugène Baudouin (1840-1928)          | Rad.         | Professeur de lycée Maire de Vanves (1896-1900) |
| 1900    | 1908             | Jean-Marie-Joseph Dupont (1873-1918) | Nationaliste | Propriétaire boulevard Saint-Germain à Paris Maire de Vanves (1900-1902)                                                                                 |
| 1908    | 1911 (décès)     | Etienne Jarrousse (1851-1911)        | Rad.         | Marchand de beurre puis de café, représentant de commerce Maire de Vanves (1902-1911)                                                                    |
| 1911    | 1919 (décès)     | Henri-Oscar Mayer (1854-1919)        | Rad.         | Négociant Maire d'Issy-les-Moulineaux (1894-1903 et 1908-1911)                                                                                           |

| Période                     | Période                          | Identité                  | Étiquette | Qualité |
| --------------------------- | -------------------------------- | ------------------------- | --------- | --- |
| 1919                        | 1929                             | Edouard Fourquemin        | Rad.      | Propriétaire à Malakoff-la-Tour Maire de Malakoff (1912-1925)                                                                                          |
| 1929                        | 1935                             | Justin Oudin              | PSC       | Employé de commerce Maire d'Issy-les-Moulineaux (1919-1935)                                                                                            |
| 1935                        | 1940 (déchu le 1er février 1940) | Ernest de Saint-Etienne   | PCF       | Surveillant d'assainissement à Malakoff Conseiller municipal de Malakoff (1925-1935) Maire de Clamart (1935-1940) Révoqué par le Gouvernement de Vichy |
| 1941 (nommé par décret)     | 1944                             | Henri Boville (1896-1978) |           | Ouvrier boulanger Secrétaire général du Syndicat des ouvriers boulangers de la Seine Conseiller municipal de Châtenay-Malabry                          |
| 1945 Décret du 12 mars 1945 | 1945                             | Léon Salagnac             | PCF       | Maire de Malakoff (1944-1964) |

2e circonscription (Malakoff, Vanves) (créée en 1935) :
| Période | Période | Identité       | Étiquette | Qualité                                                                |
| ------- | ------- | -------------- | --------- | ---------------------------------------------------------------------- |
| 1935    | 1940    | Léon Piginnier | PCF       | Imprimeur lithographe Maire de Malakoff (1925-1939) Député (1936-1940) |

3e circonscription (Issy-les-Moulineaux) :
| Période | Période      | Identité        | Étiquette              | Qualité                                                      |
| ------- | ------------ | --------------- | ---------------------- | ------------------------------------------------------------ |
| 1925    | 1935         | Justin Oudin    | SFIO puis PSC puis PUP | Employé de commerce Maire d'Issy-les-Moulineaux (1923-1935)  |
| 1935    | 1940         | Jean Alessandri | SFIO                   | Médecin Conseiller municipal d'Issy-les-Moulineaux           |
| 1945    | 1957 (décès) | Jean Alessandri | SFIO puis RPF          | Médecin Président du Conseil Général de la Seine (1947-1953) |

## Conseillers généraux de 1967 à 2015
| Période | Période      | Identité           | Étiquette | Qualité                                                          |
| ------- | ------------ | ------------------ | --------- | ---------------------------------------------------------------- |
| 1967    | 1980 (décès) | André Roche        | RPR       | Maire de Vanves (1965-1980)                                      |
| 1980    | 1998         | Roger Aveneau      | UDF-CDS   | Maire-adjoint de Vanves                                          |
| 1998    | 2004         | Bernard Gauducheau | UDF       | Ancien collaborateur d'André Santini Maire de Vanves depuis 2001 |
| 2004    | 2015         | Guy Janvier        | PS        | Haut-fonctionnaire Ancien maire de Vanves (1995-2001)            |

### Conseillers d'arrondissement (de 1893 à 1940)
| Période | Période | Identité                | Étiquette      | Qualité |
| ------- | ------- | ----------------------- | -------------- | --- |
| 1919    | 1923    | Louis Plais (1869-1957) | SFIO puis SFIC | Chef surveillant des téléphones, à Clamart                                                                  |
| 1923    | 1940    |                         |                | |
| 1940    |         |                         |                | Les conseils d'arrondissement ont été suspendus par la loi du 12 octobre 1940 et n'ont jamais été réactivés |

## Composition
| Nom                | Code Insee | Intercommunalité         | Superficie (km2) | Population (dernière pop. légale) | Densité (hab./km2) |
| ------------------ | ---------- | ------------------------ | ---------------- | --------------------------------- | ------------------ |
| Vanves (chef-lieu) | 92075      | Métropole du Grand Paris | 1,56             | 27 783 (2014)                     | 17 810             |

## Démographie
| 1962   | 1968   | 1975   | 1982   | 1990   | 1999   | 2008   | 2009 |
| ------ | ------ | ------ | ------ | ------ | ------ | ------ | ---- |
| 25 514 | 25 068 | 22 464 | 22 805 | 25 900 | 25 414 | 26 459 | -    |

## Pour approfondir